# Stellanello
Stellanello – miejscowość i gmina we Włoszech, w regionie Liguria, w prowincji Savona.
Według danych na rok 2004 gminę zamieszkiwały 754 osoby, 44,4 os./km².